# Heteronyx callabonnae
Heteronyx callabonnae är en skalbaggsart som beskrevs av Blackburn 1909. Heteronyx callabonnae ingår i släktet Heteronyx och familjen Melolonthidae. Inga underarter finns listade i Catalogue of Life.